# Reklama mobilna
Reklama mobilna – rodzaj działań reklamowych, w których nośnikiem informacji i przekazów są urządzenia mobilne (telefony komórkowe, smartfony, tablety). Reklama mobilna wywodzi się z działań marketingowych wykorzystujących usługi telekomunikacyjne (SMS, MMS, IVR, Bluetooth). Obecnie do aktywności mobile marketingowych zaliczają się także działania związane ze środowiskiem internetowym, w tym: tworzenie aplikacji mobilnych, projektowanie mobilnych wersji serwisów internetowych, kampanie z wykorzystaniem kodów QR oraz działania reklamowe w sieciach mobilnych (w tym także w mediach społecznościowych). Rozwój reklamy mobilnej oraz wzrost wydatków na działania reklamowe z wykorzystaniem urządzeń mobilnych związany jest szczególnie ze stale rosnącym ruchem internetowym, który pochodzi z urządzeń mobilnych. Prognozuje się, że w Polsce wydatki na reklamę mobilną w 2018 roku przewyższą wydatki na reklamę w sieciach stacjonarnych.